# Drosophila calceolata
Drosophila calceolata är en tvåvingeart som beskrevs av Oswald Duda 1926. Drosophila calceolata ingår i släktet Drosophila och familjen daggflugor.
Artens utbredningsområde är Sumatra.